# Biel (Spanyolország)
Biel egy község Spanyolországban,  Zaragoza tartományban. Biel Longás, Las Peñas de Riglos, Agüero, El Frago, Orés és Luesia községekkel határos. Lakosainak száma 170 fő (2024).

## Népesség
A település népessége az utóbbi években az alábbiak szerint változott:
| Lakosok száma | 255  | 215  | 221  | 200  | 168  | 157  | 133  | 154  | 170  | 170  |
|               | 2001 | 2004 | 2007 | 2009 | 2012 | 2014 | 2017 | 2019 | 2022 | 2024 |